# Беницевич, Алиция
Алиция Беницевич (пол. Alicja Bienicewicz; 5 января 1954 — 13 августа 2012) — польская актриса театра, кино и телевидения.

## Биография
Алиция Беницевич родилась в Грыфино. Актёрское образование получила в Государственной высшей театральной школе в Кракове, которую окончила в 1977 году. Дебютировала в театре в 1978. Актриса Старого театра в Кракове. Выступала в спектаклях «театра телевидения» в 1977—1999 гг. Умерла в Кракове.

## Избранная фильмография
- 1978 — Без наркоза / Bez znieczulenia
- 1979 — Кинолюбитель / Amator
- 1980 — Танго птицы / Tango ptaka
- 1980 — С течением лет, с течением дней... / Z biegiem lat, z biegiem dni…
- 1996 — Приди ко мне во сне / Odwiedź mnie we śnie
- 1997 — Фарба / Farba
- 2008 — Царапина / Rysa
- 2012 — Облава / Obława